# Quersack

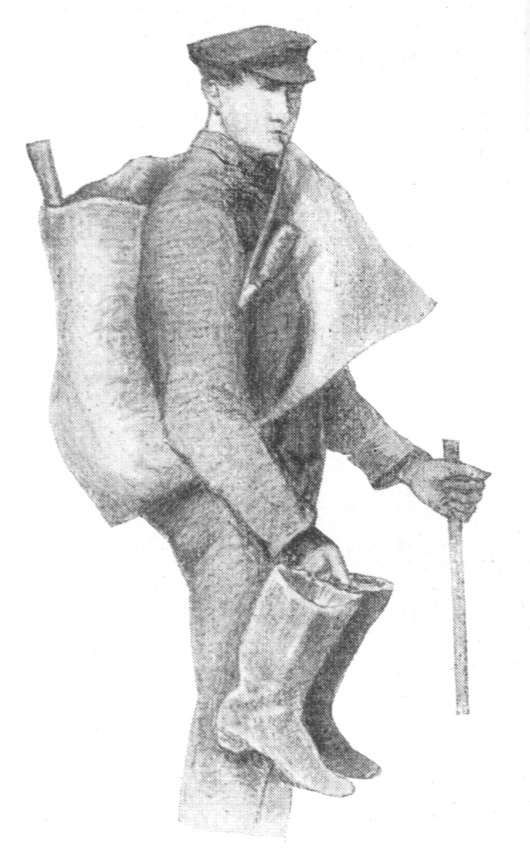
Bauer mit Quersack, vom Jahrmarkt heimkehrend. Zeichnung von Wilibald von Schulenburg

Ein Quersack ist eine Art Rucksack, bestehend aus an beiden Enden geschlossener Leinwand. Er wird auch als sogenannter Bettelsack von Bettlern verwendet.

## Historische Bedeutung
Ein „historischer Quersack“ besteht aus einem langen Stoffbeutel mit einer mittigen Öffnung. Beim Tragen hängt eine Hälfte des Sacks vor der Brust, die andere auf dem Rücken, bzw. zu beiden Seiten eines Tragetieres. Dadurch ist das Gewicht der Last gleichmäßig verteilt.
Vorteile (bei einem menschlichen Träger):
- Der Träger muss keine Gegenkraft mit dem Arm erzeugen, wie beim einfachen Tragen eines Sacks über der Schulter.
- Die Gewichtsverteilung erlaubt dem Träger ein aufrechtes Gehen. Das ist sogar ein Vorteil gegenüber einem "normalen" Rucksack.
- Beide Arme sind frei beweglich.
- So sind auch längere Strecken ermüdungsfreier zu schaffen.
- Der Träger hat zumindest auf einen Teil des Inhaltes des vorne hängenden Sacks auch während des Gehens Zugriff.

Der Quersack lässt sich sehr einfach durch das einseitige Zusammennähen an den Öffnungen von zwei Säcken aus Stoff anfertigen. Daher auch die Bezeichnung „Sack“ im Namen. Werden die Säcke auch noch unten an einer Ecke zusammengenäht oder mit einem Band verbunden, sind sie auch gut gegen Rutschen gesichert. Die Verbindungsstelle der Säcke liegt dabei auf einer Schulter des Trägers, während die untere Verbindung dann an der gegenüberliegenden Seite etwa in Höhe der Hüfte ist. Eine andere Herstellungsart ist aus einem großen, rechteckigen Stück Stoff, welches zuerst mit zwei gegenüber liegenden Seiten zu einer Röhre zusammengenäht wird. Dabei bleibt in der Mitte der Naht ein Stück offen, welches den späteren Zugriff ermöglicht. Dann werden die Enden dieser Röhre zugenäht. Bei Tragtieren (z. B. Eseln) wird der Sack quer über den Rücken gelegt, so dass die eine Seite links und die andere rechts herunterhängt und die Last gut verteilt ist.
Heute hat der Quersack seine Bedeutung als Tragehilfe weitgehend verloren. Der Begriff wird zum Teil aber noch für Rucksäcke verwendet.

## Weiteres
- In Kiel-Kronsburg trägt eine Straße ebenfalls den Namen Quersack, der sich jedoch von einer alten Flurbezeichnung (Quers = Handmühle, auch Quern[5]) herleitet.[6]
- Der Quersack. Eine Fabel von Jean de La Fontaine[7]
- Eine kleine Ausführung des Quersacks ist die Geldkatze.